# Rhinocéros de Louis XV
Vous lisez un « article de qualité » labellisé en 2020.
Le rhinocéros de Louis XV, ou rhinocéros de Versailles, est un rhinocéros indien mâle qui a vécu dans la ménagerie royale du château de Versailles à partir de 1770.
Probablement né en 1769, il est capturé puis transporté en bateau et par la route depuis Chandernagor, en Inde française, comme cadeau du gouverneur Jean-Baptiste Chevalier de Conan au roi de France Louis XV. Il est exposé pendant plus de 23 ans au public et étudié par de nombreux naturalistes de l'époque. Il meurt de façon incertaine en 1793, en pleine Révolution française. Il est un des premiers animaux de cette taille à être naturalisé. 
Son squelette et sa naturalisation sont à présent exposés au Muséum national d'histoire naturelle, à Paris.

## Histoire

### Trajet
Le rhinocéros, probablement né en 1769 ou peu avant, serait originaire d'Assam ou du nord du Bengale,. Capturé très jeune, il est un cadeau de Jean-Baptiste Chevalier de Conan, gouverneur de Chandernagor — ville près de Calcutta, alors comptoir français —, au roi de France Louis XV,.

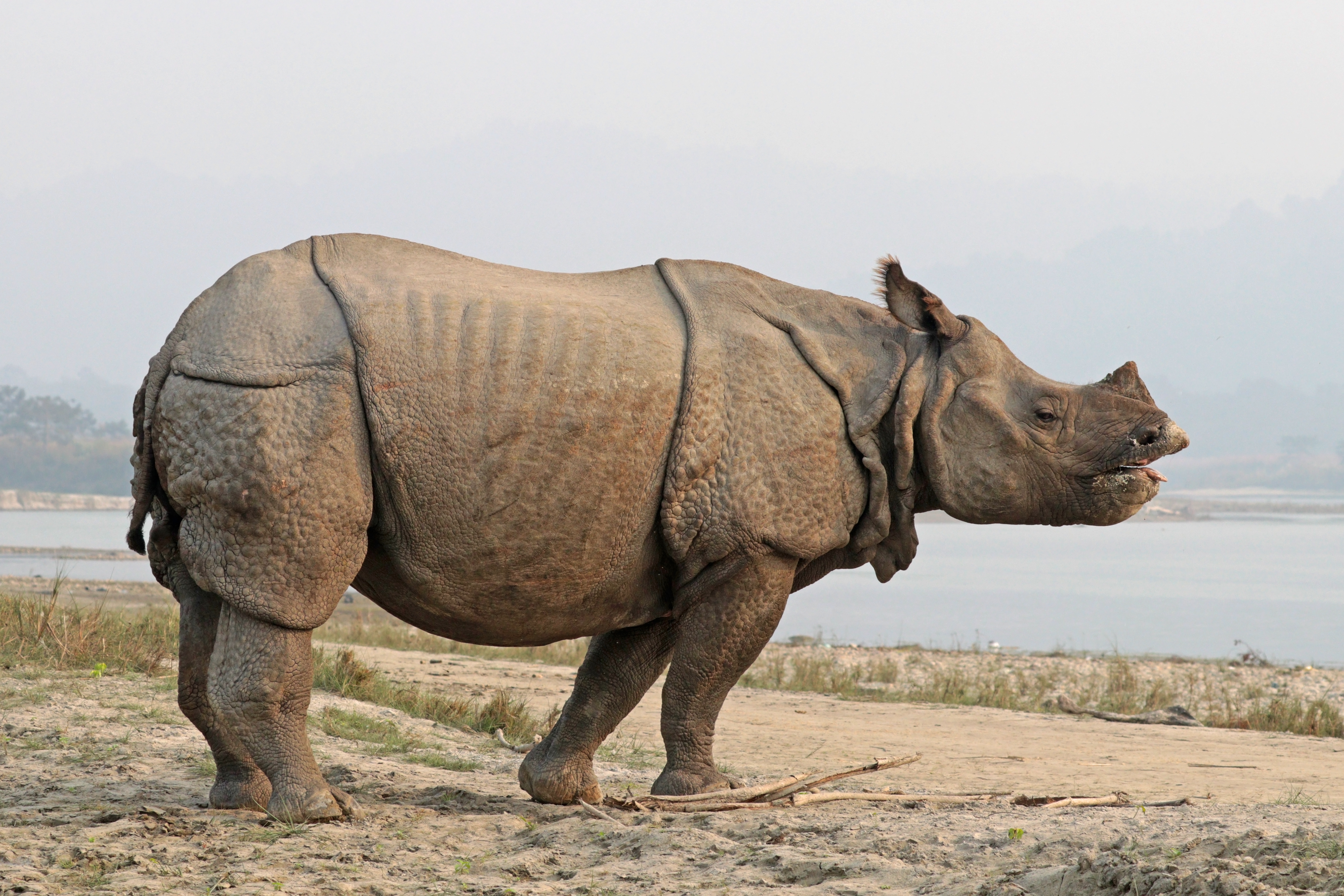
Un rhinocéros indien (Rhinoceros unicornis), ici au Népal en 2019.

Il embarque le 22 décembre 1769 à bord du Duc de Praslin, un navire de la Compagnie française des Indes orientales,. Lors d'une escale à l'île Maurice du 5 au 13 février 1770 — alors appelée Île-de-France —, le public est admis à bord pour venir le voir,. L'écrivain et botaniste Jacques-Henri Bernardin de Saint-Pierre, qui faisait partie des visiteurs, remarque que si l'animal était « fort et méchant », il tolérait comme amie une petite chèvre qui partageait son foin entre ses pattes. Le voyage en bateau se déroule d'une façon générale sans encombre.
Il arrive à l'arsenal de Lorient, le 11 juin 1770, ou le 12 juin au petit matin. Il attend alors plus de deux mois qu'un chariot spécial soit construit pour le transporter jusqu'à la ménagerie royale de Versailles, — cette dernière avait été inaugurée en 1664 du fait de l'intérêt de Louis XIV pour la zoologie. Cependant, l'animal ayant vieilli pendant le voyage et approchant de ses deux ans, il commence à devenir plus fort et à se montrer agressif. Il doit être sanglé dans une écurie ou une étable pendant ce temps,.
Si la voie maritime est également envisagée, le convoi prend finalement la route de Versailles par voie terrestre le 24 août,. Il est accompagné de bouchers faisant office de vétérinaires chargés de ses soins et de son alimentation — vingt kilos de foin, douze kilos de son et treize kilos d'avoine quotidiennement,. Du fait de cette consommation journalière de nourriture, l'animal avait probablement atteint à ce moment sa taille adulte, d'où les difficultés de son transport. En raison de son poids, le chariot finit par se briser et a besoin d'être réparé, ce qui retarde l'arrivée à Versailles au 11 ou 12 septembre 1770 après des passages à Laval et Alençon,. Tous frais compris, son trajet de près de neuf mois de Chandernagor jusqu'à Versailles coûte environ 5 400 livres, somme importante pour l'époque : Leendert C. Rookmaaker compare cela à plus de la moitié du salaire annuel d'un officier de port alors qu'Amandine Péquignot — reprenant les estimations de Jean-Bernard Lacroix — le rapporte à 54 mois de salaire d'un capitaine de vaisseau de 1770,.

### Exposition

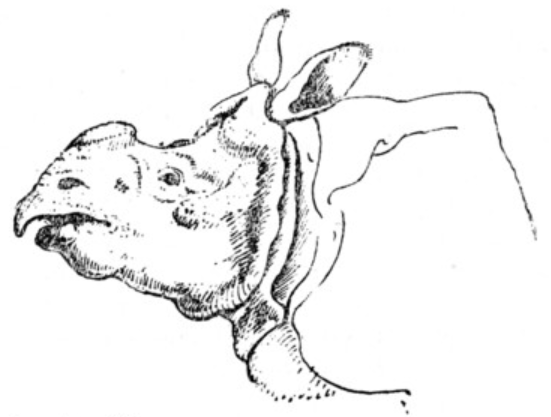
Schéma de Petrus Camper (1777).

Son enclos, conçu spécialement pour l'exhiber, mesure 23,4 mètres de long pour 19,5 mètres de large d'après Leendert C. Rookmaaker et comporte un bassin,. Amandine Péquignot l'estime plus petit, à 20 mètres par 12 mètres. L'inspecteur du parc note que cet enclos est déjà dans un état de délabrement avancé en octobre 1774, l'animal ayant creusé la terre jusqu'à ce que l'un des murs soit sur le point de s'écrouler. En conséquence, il est déplacé pendant deux ans le temps que son enclos soit pavé.
Il est étudié dès son arrivée par Georges-Louis Leclerc de Buffon, qui réalise des mesures précises de l'évolution de son âge et de sa taille entre 1770 et 1772. Le naturaliste note également qu'il mangeait « soixante livres de nourriture » quotidiennement. Ceci fait l'objet en 1776 d'une « Addition à l'article rhinocéros » dans son Histoire naturelle,,. Petrus Camper l'examine et le dessine en juillet 1777, remarquant que sa dentition diffère de celle du rhinocéros noir bicorne d'Afrique — notamment en ce qui concerne les incisives,,. Il est noté par Bernardin de Saint-Pierre en 1792 qu'il aurait usé sa corne contre les obstacles et les barres de son enclos, ce qu'on observe toujours dans les parcs zoologiques,. Georges Cuvier suspecte également en 1801 que sa vie en captivité aurait provoqué l'arrêt de la croissance de sa corne, expliquant qu'il n'en reste que la base et qu'elle ne fasse plus qu'« un pouce de longueur » à la fin de sa vie.

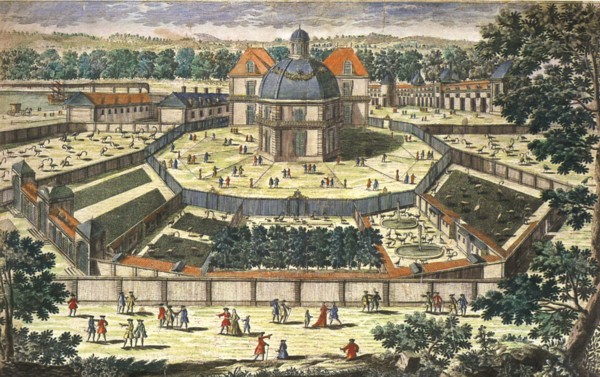
La ménagerie de Versailles par Pierre Aveline.

L'animal attire la noblesse et l'aristocratie de toute la France, et même de l'Europe,. Au total, le rhinocéros est exposé au public pendant 23 ans à la ménagerie,. Il reste cependant très agressif : Cuvier rapporte ainsi qu'il aurait tué deux personnes entrées dans son enclos sans autorisation,. Par ailleurs, son alimentation et ses soins s'avèrent coûteux, l'animal consommant au moins quatre-vingt-dix pains de six livres mensuellement et sa peau nécessitant pour demeurer humide l'application régulière d'une huile,.

### Déménagement

La prise du palais des Tuileries le 10 août 1792 pousse à la disparition de la ménagerie. Ce jour-là, de nombreux animaux sont libérés ou tués. Peinture de Jacques Bertaux (1793).

Dans les années 1780, la ménagerie royale est en déclin du fait du désintérêt de Louis XVI, mais également des artistes et des savants, ces derniers préférant dorénavant observer les animaux dans leur milieu naturel. De plus, la ménagerie étant considérée comme un symbole de la royauté, des libérations d'animaux — voire des tueries — et des destructions sont réalisées par les Jacobins pendant la Révolution française, notamment le 10 août 1792 lors de l'assaut du palais des Tuileries,. Ainsi, fin 1792, il ne reste que peu d'animaux dans la ménagerie : un lion du Sénégal, un couagga, un bubale, deux antilopes, un goura couronné, des paons et le rhinocéros,. Ils restent menacés car, pendant une période de famine, il est considéré comme honteux de les nourrir eux plutôt que des citoyens,,. 
L'intendant de la ménagerie, Louis-Charles Couturier, écrit donc en septembre et en décembre 1792 à Jacques-Henri Bernardin de Saint-Pierre, alors directeur du jardin national des plantes de Paris, pour lui suggérer de transférer les animaux afin de constituer un parc zoologique dans la capitale, qui n'en possède pas encore,. Bernardin de Saint-Pierre vient donc à Versailles, reconnaît le rhinocéros, et écrit un Mémoire sur la nécessité de joindre une ménagerie au jardin national des plantes de Paris adressé au ministre de l'Intérieur de l'époque, défendant l'intérêt scientifique de garder de tels animaux en vie,,.

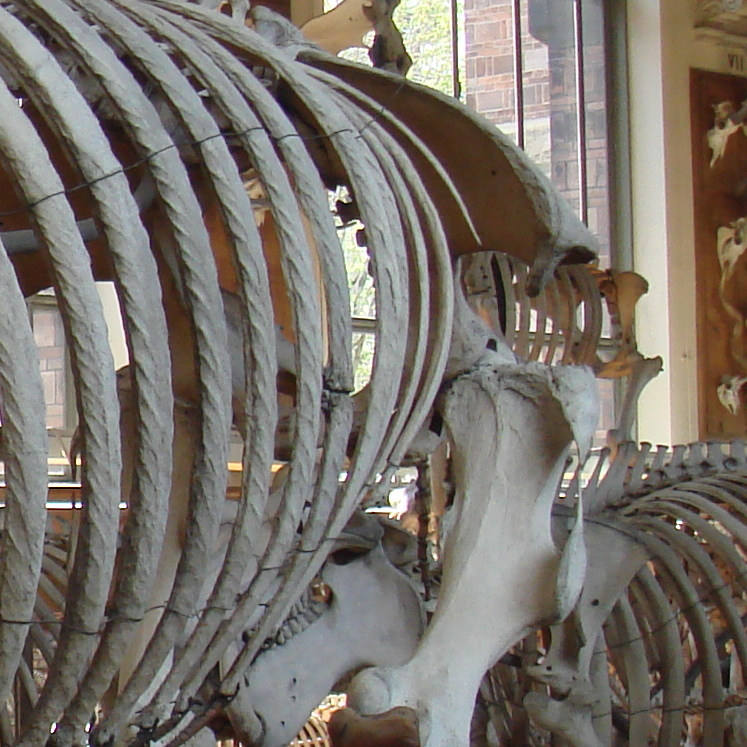
Vue du flanc gauche du squelette, révélant une côte cassée.

Le projet est finalement accepté et, à cause de retards administratifs, le transfert est mené à bien plus d'un an après, les 26 et 27 avril 1794, mais le rhinocéros ne vivra jamais dans la ménagerie du Jardin des plantes — qui existe toujours,. En effet, le rapport de sa dissection indique qu'il aurait été tué le matin du 2 vendémiaire an II (23 septembre 1793) d'un coup de sabre dans la poitrine, date reconnue par Leendert C. Rookmaaker et faisant consensus,. Cependant, de façon contradictoire, une note de Georges Cuvier datant de 1801 signale qu'on l'aurait trouvé mort noyé dans son bassin de Versailles en juillet 1793, date reconnue par Joan Pieragnoli mais dont la véracité est remise en cause,,. Finalement, une autre date de décès est citée par Gustave Loisel : le 13 floréal an II (2 mai 1794), à cause d'une blessure gangrénée,. 
Une analyse du squelette révèle une côte cassée en cours de fusion sur son flanc gauche, impliquant que le rhinocéros ait survécu à une grave blessure. De plus, un vétérinaire aurait fait quinze visites entre mi-septembre et mi-novembre 1793 pour désinfecter une plaie. Ceci conduit à favoriser l'hypothèse d'une grave chute dans son bassin ou d'un coup de sabre, d'après Amandine Péquignot.

## Préservation

### Dissection

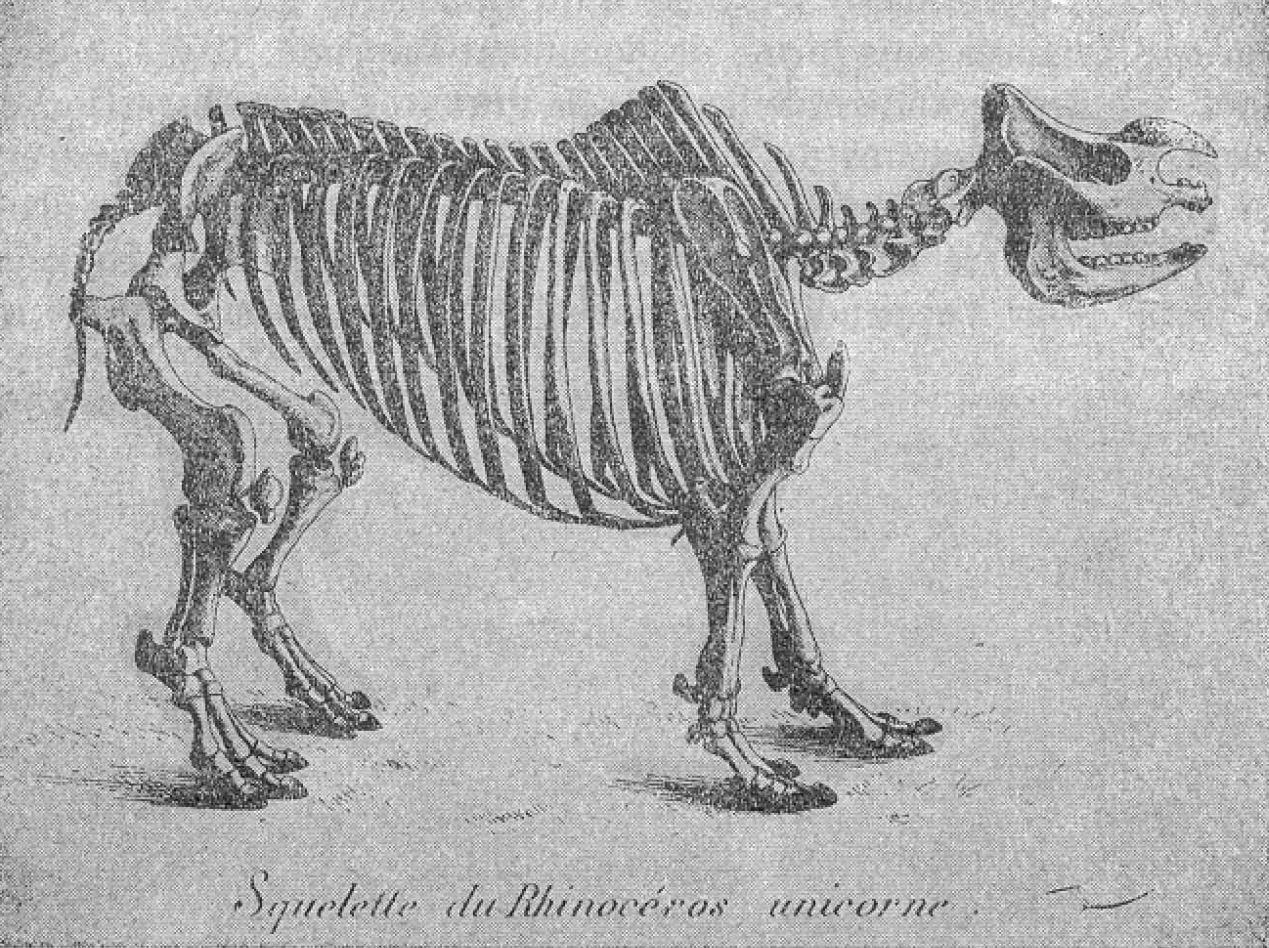
Dessin de George Cuvier du squelette du rhinocéros (1804).

D'après le rapport de dissection, la dépouille est transférée au Muséum national d'histoire naturelle (MNHN) — récemment inauguré — le 4 vendémiaire an II (25 septembre 1793), soit deux jours après le décès, à cause de problèmes logistiques liés au déplacement d'une telle masse. 
La dissection n'est finalement réalisée par Jean-Claude Mertrud — alors professeur d'anatomie animale au Musée —, Louis Jean-Marie Daubenton — premier directeur du Musée — et Félix Vicq d'Azyr que trois semaines après la mort, sous une tente dans le Jardin des plantes, ce qui attire un public nombreux dont Pierre Joseph Desault, Charles-Gilbert Romme ou encore Joseph Lakanal,. La chaleur est écrasante et la décomposition avancée du corps — du fait du temps écoulé — lui fait exhaler une telle odeur qu'il est nécessaire de le protéger des chiens,. Il s'agit de la première opération de taxidermie moderne sur un rhinocéros et plus généralement sur un animal de cette taille,. Les conditions sanitaires sont si épouvantables que lorsque Félix Vicq d'Azyr meurt l'année suivante, à 46 ans, certains attribuent sa mort à une maladie contractée pendant l'opération. Cette idée n'est pas partagée par le biographe de Félix Vicq d'Azyr, Yves Pouliquen, qui considère quant à lui que cette dissection imprévue est une occasion heureuse pour l'anatomiste et ne mentionne pas un quelconque lien avec sa mort. 
Soixante-cinq ou soixante-sept mesures anatomiques sont réalisées sur la carcasse par Daubenton,. Parallèlement, Pierre-Joseph Redouté est chargé avec son frère Henri-Joseph Redouté et Nicolas Maréchal de réaliser des illustrations anatomiques des organes du rhinocéros lors de la dissection,. Selon Leendert C. Rookmaaker, 38 planches sont à présent dans la Collection des vélins du Museum national d'histoire naturelle,,.

Illustrations anatomiques de Pierre-Joseph Redouté et Nicolas Maréchal lors de la dissection du rhinocéros (1793)
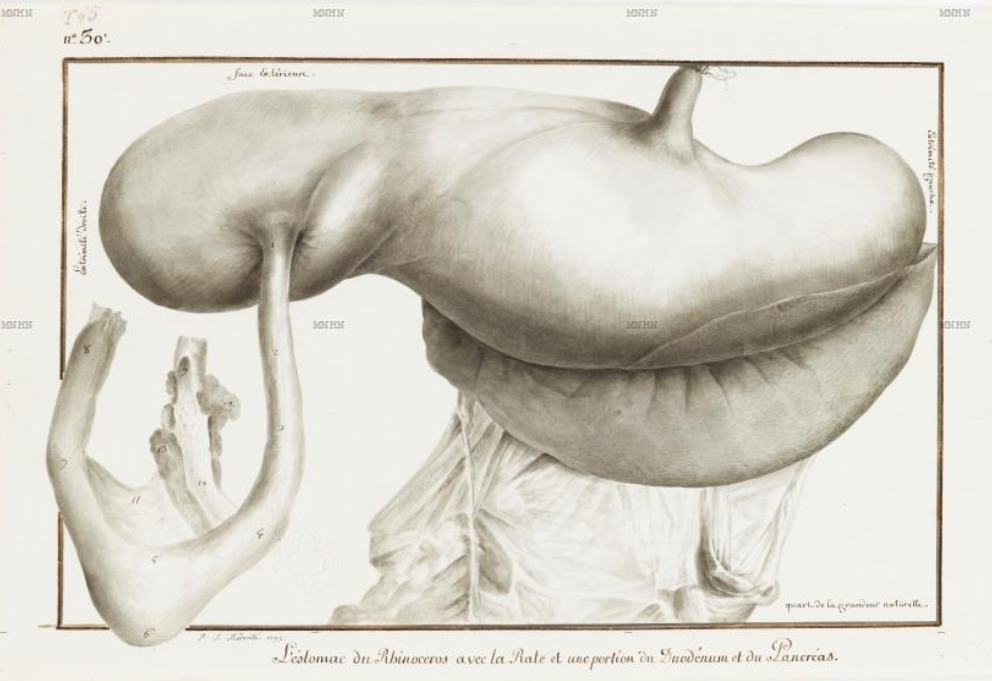
L'estomac du rhinocéros avec la rate et une portion du duodénum et du pancréas (Redouté).
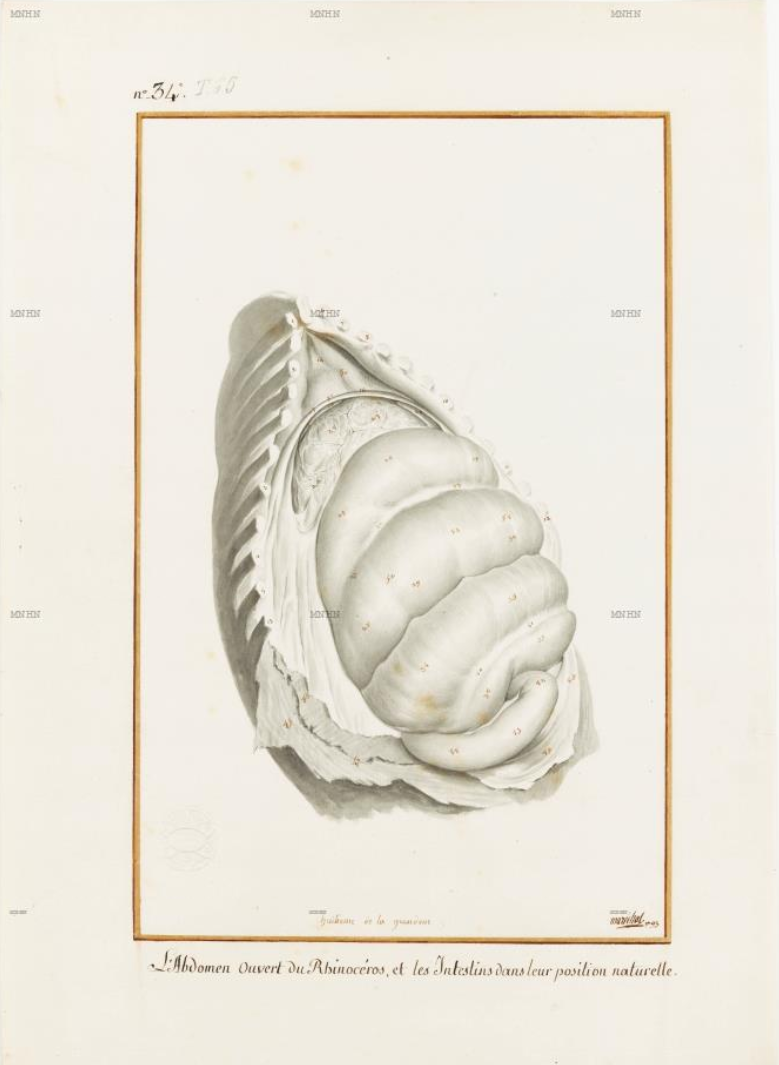
L'abdomen ouvert du rhinocéros et les intestins dans leur position naturelle (Maréchal).
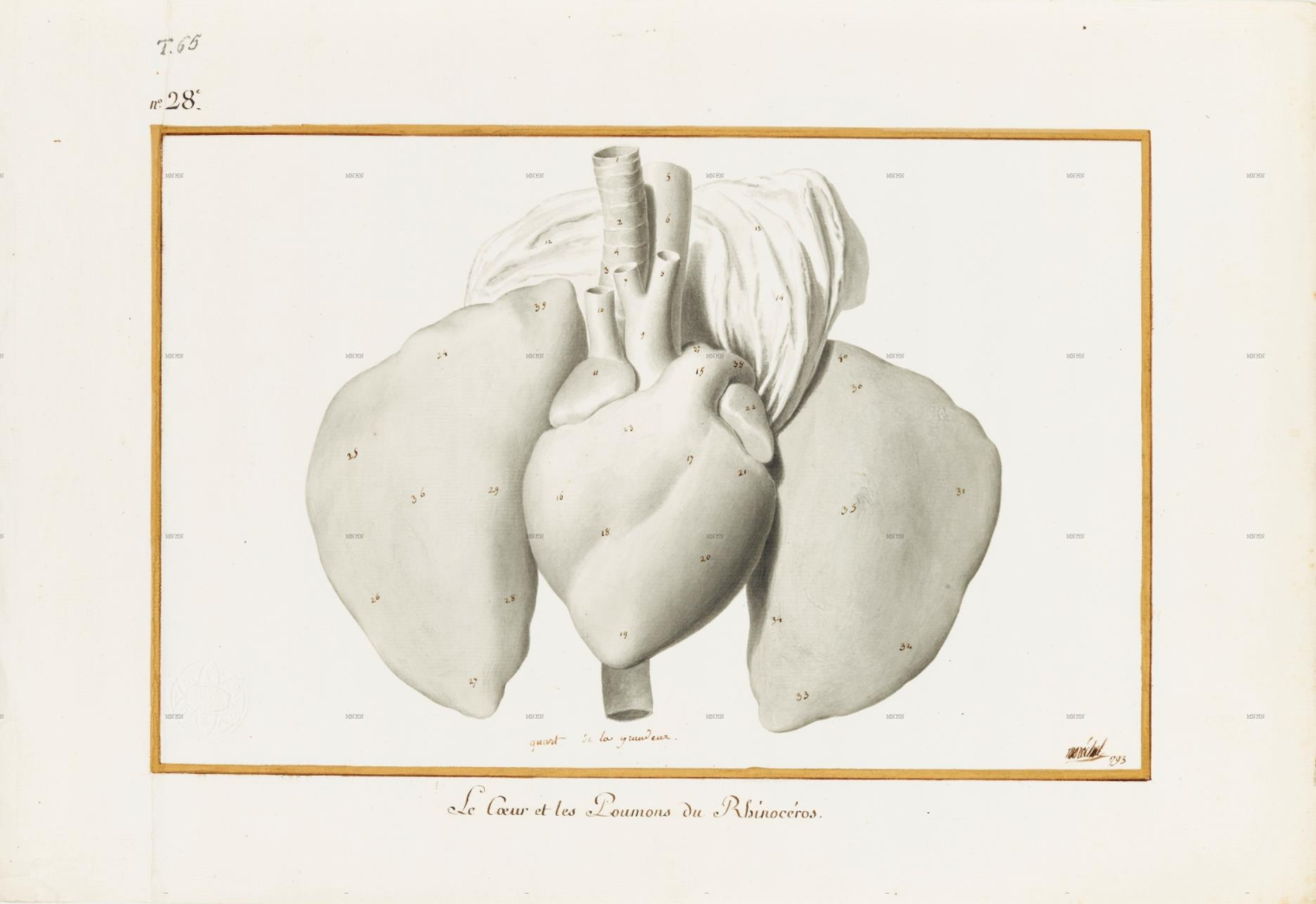
Le cœur et les poumons du rhinocéros (Maréchal).
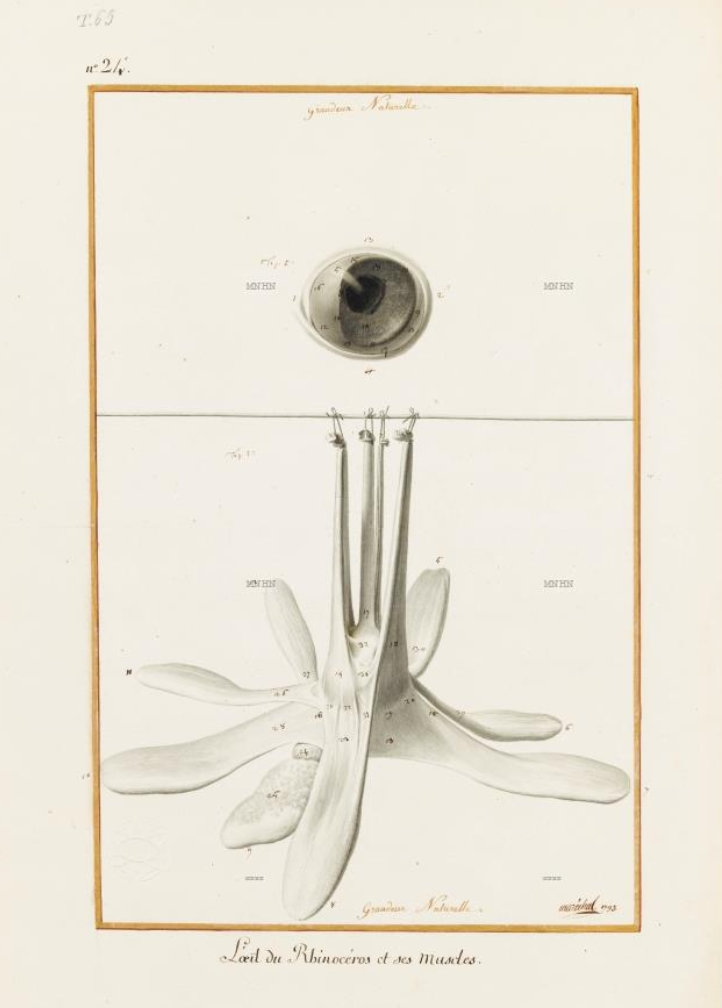
L'œil du rhinocéros et ses muscles (Maréchal).
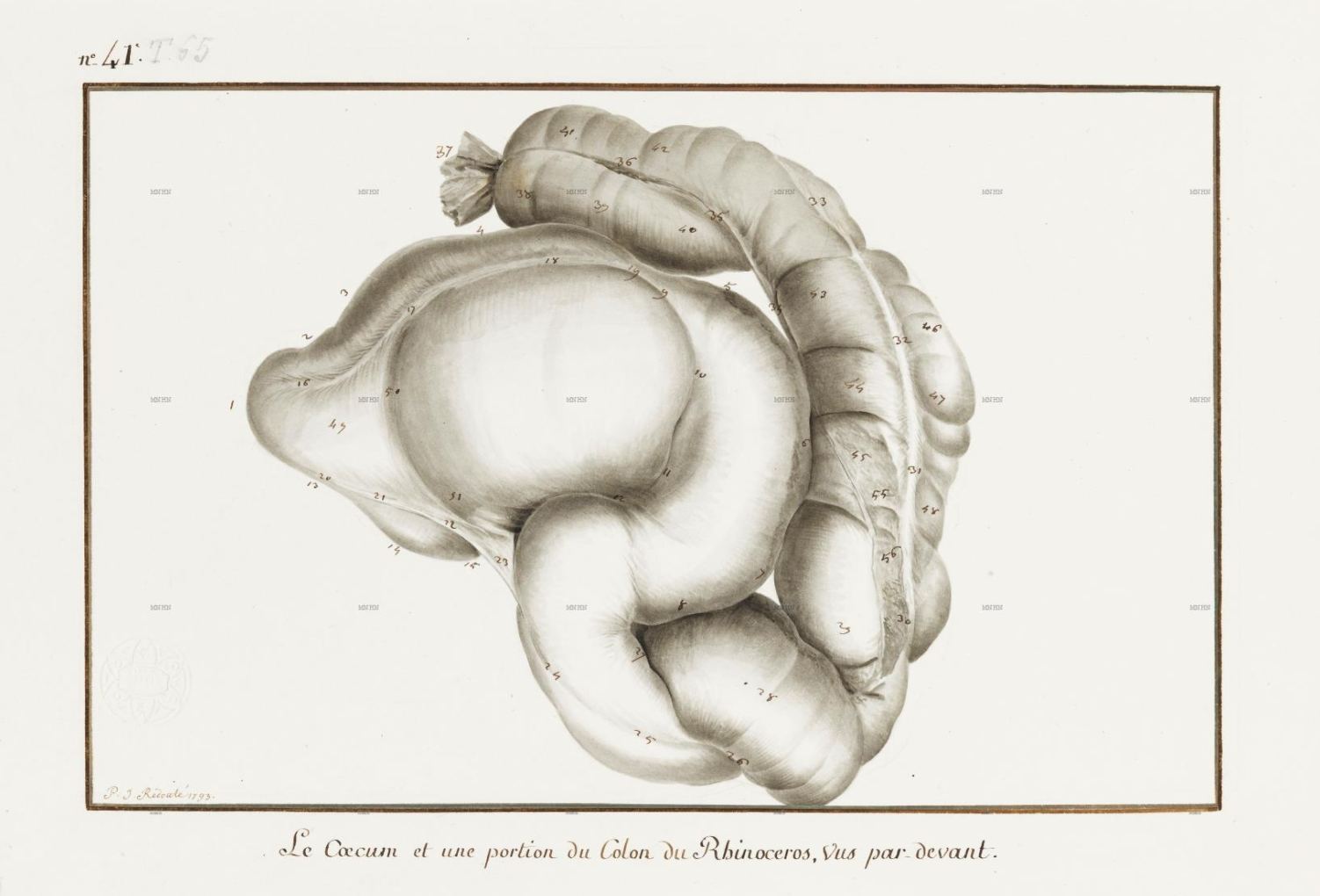
Le cæcum et une portion du colon du rhinocéros, vus par devant (Redouté).

### Préservation et naturalisation

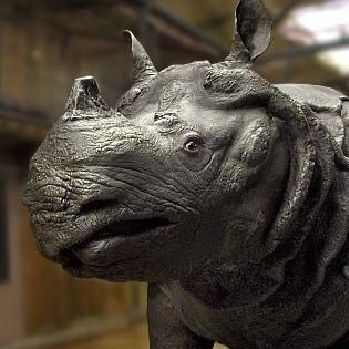
Naturalisation du rhinocéros, exposée dans la galerie de l'Évolution.

Le squelette du rhinocéros de Versailles est nettoyé puis remonté après la dissection par Jean-Claude Mertrud,. Il sert ensuite de base à la description du Rhinoceros unicornis par Georges Cuvier dans ses Recherches sur les ossemens fossiles de quadrupèdes. Il est exposé dans la galerie de Paléontologie et d'Anatomie comparée du MNHN depuis 1899 (no A 7974),. Par ailleurs, il s'agit d'un des seuls animaux du XVIIIe siècle encore conservés au MNHN.

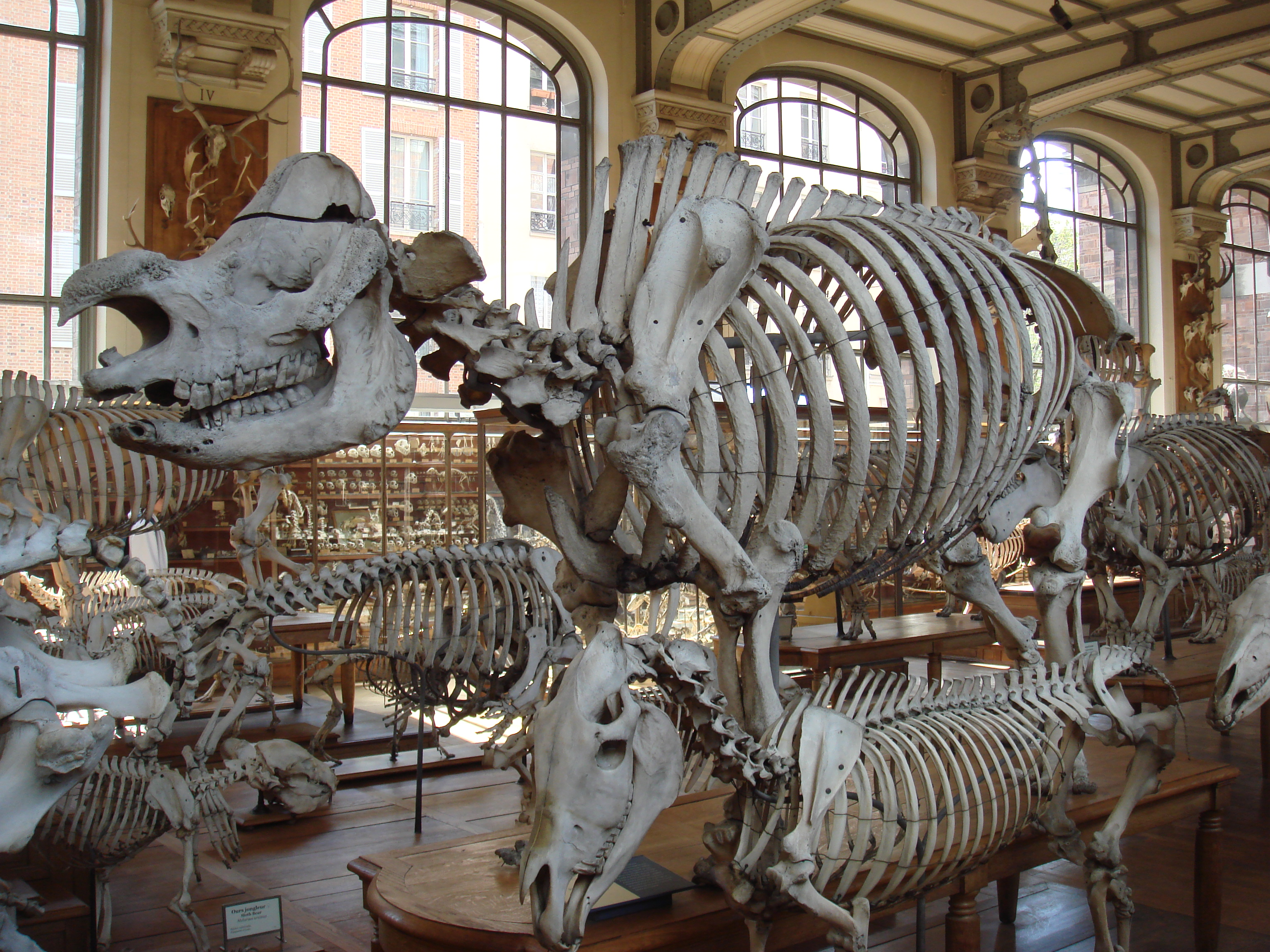
Squelette exposé à la galerie de Paléontologie et d'Anatomie comparée.

Pour sa naturalisation, sa peau vernie est tendue sur une armature de chêne cylindrique reliée à des cerceaux de noisetier,. En particulier, la charpente est composée de madriers pour chacun de ses quatre membres, de demi-tonneaux traversés d'une poutre pour prendre la place des ceintures scapulaire et pelvienne ainsi que de tiges pour remplacer les côtes,. 
Le rhinocéros naturalisé, d'un poids de 450 kg, est exposé à partir de 1889 dans la galerie de Zoologie,. La peau est restaurée à partir de 1992 et pendant trois ans par le taxidermiste Jack Thiney et est, depuis 1994, exposée au troisième niveau de la grande galerie de l'Évolution,. Son numéro d'identification est CG1991-1439. 
Il aurait existé un moulage de son pénis, dont il n'y a plus de trace. Les organes quant à eux ne semblent pas avoir été conservés.

### Devenir de la corne

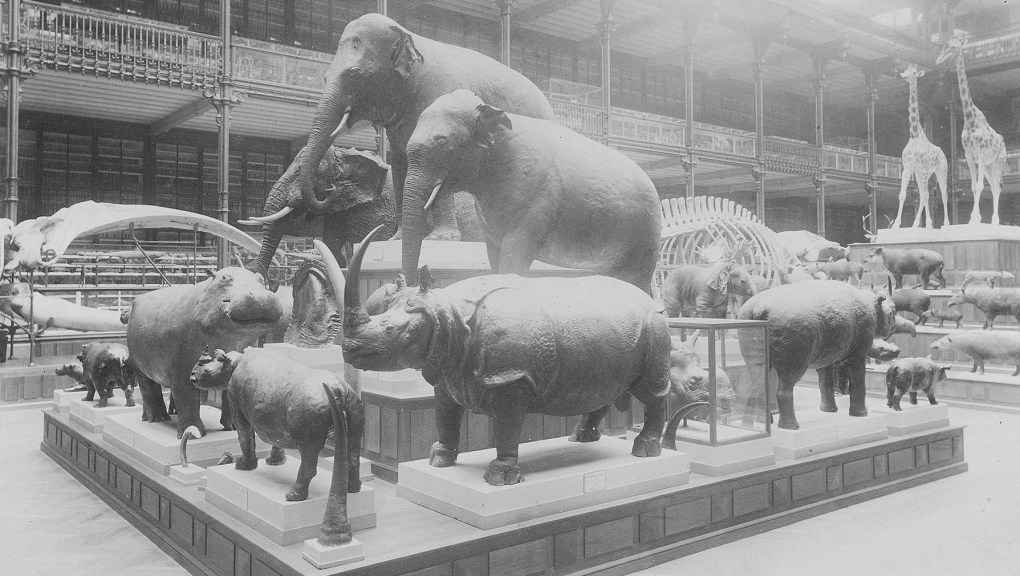
Photo de Pierre Petit de la galerie de Zoologie en 1892. Au premier plan, figure la grande corne du rhinocéros.

Amandine Péquignot note que sur une photographie de 1892 de la galerie de Zoologie, on peut observer au premier plan le rhinocéros et notamment sa corne. Celle-ci est très grande — environ 80 cm — et courbée, ce qui est bien plus grand qu'une corne habituelle de rhinocéros indien. Elle était toujours présente dans les années 1970 puis est retirée et archivée lors de la rénovation du musée pour la protéger d'un vol. Cependant, sur un dessin réalisé juste après la naturalisation par Nicolas Maréchal, le rhinocéros avait une petite corne : il y a donc eu un changement entre-temps.
Selon Amandine Péquignot, la longue corne aurait été ajoutée en 1803 par Étienne Geoffroy Saint-Hilaire car, pensant que sa courte taille était due à la captivité, il aurait jugé préférable de la remplacer par une plus grande ; la scientifique argumente que ce choix aurait également pu être influencé par le fait qu'une longue corne conférait une plus grande splendeur au rhinocéros royal. L'état des connaissances de l'époque ne lui permettait pas de savoir qu'il ne s'agissait pas d'une corne de rhinocéros indien (Rhinoceros unicornis) mais de celle d'un rhinocéros blanc (Ceratotherium simum). La longue corne aurait également pu être celle d'un rhinocéros noir (Diceros bicornis).
Au moment de sa restauration en 1992, la corne est remplacée. On lui substitue alors un moulage d'une corne tronquée ayant bien appartenu à un rhinocéros indien provenant des anciennes collections royales. Cette corne tronquée pourrait d'ailleurs être la corne d'origine du rhinocéros de Louis XV : toutefois elle semble plus petite,.

#### Ouvrages anciens
- Jacques-Bernardin-Henri de Saint-Pierre (exactement : Jacques-Henri Bernardin de Saint-Pierre), Mémoire sur la nécessité de joindre une ménagerie au jardin national des plantes de Paris, Paris, (imp. Didot le jeune), 1792, 63 p., in-8 (lire en ligne).
- Bernard-Germain de Lacépède et Georges Cuvier (ill. Nicolas Maréchal, grav. Simon-Charles Miger), La ménagerie du Muséum national d'histoire naturelle : ou Les animaux vivants, Paris, (chez Simon-Charles Miger ; Charles-Frobert Patris ; Gilbert ; Grandcher ; Jean-Gabriel Dentu), 1801, 280 vues, gr. in-fol. (lire en ligne).
- Bernard-Germain de Lacépède, Georges Cuvier et Étienne Geoffroy Saint-Hilaire (ill. Nicolas Maréchal, grav. Simon-Charles Miger), La ménagerie du Muséum national d'histoire naturelle : ou description et histoire des animaux qui y vivent et qui y ont vécu, Paris, (imp. Simon-Charles Miger ; Antoine Auguste Renouard), 1804, 414 vues, 1 vol. ; in-12 (lire en ligne).
- Georges Cuvier, Recherches sur les ossemens fossiles de quadrupèdes : où l'on rétablit les caractères de plusieurs espèces d'animaux que les révolutions du globe paroissent avoir détruites, t. 2 : Contenant les pachydermes des couches meubles et des terrains d'alluvion (fac-sim. de l'éd. de : Paris : Deterville, 1812), Bruxelles, Culture et civilisation, 1969, 4 vol. ; 27 cm (BNF 37271508, lire en ligne [PDF]).
- Gustave Loisel, Histoire des ménageries de l'antiquité à nos jours, vol. II : Temps modernes : XVIIe et XVIIIe siècles, Paris, Octave Doin et fils ; Henri Laurens, 1912, 392 p., 3 vol. ; in-8 (BNF 30828496, lire en ligne).

#### Ouvrages contemporains
- Jean-Bernard Lacroix, « L'Approvisionnement des ménageries et les transports d'animaux sauvages par la Compagnie des Indes au XVIIIe siècle », Revue française d'histoire d'outre-mer, Paris, Société française d'histoire des outre-mers, vol. 65 « 66e année », no 239,‎ 2e trimestre 1978, p. 153–179 (e-ISSN 2275-4954, DOI 10.3406/outre.1978.2102, lire en ligne).
- Leendert C. Rookmaaker, « Histoire du rhinocéros de Versailles (1770-1793) », Revue d'histoire des sciences, Malakoff, Armand Colin, vol. 36, nos 3-4,‎ 1983, p. 307–318 (DOI 10.3406/rhs.1983.1943, lire en ligne, consulté le 21 novembre 2020).
- (en) Leendert C. Rookmaaker, Marvin L. Jones, Heinz Georg Klös et Richard J. Reynolds III, The Rhinoceros in Captivity : A List of 2 439 Rhinoceroses Kept from Roman Times to 1994 [« Le rhinocéros en captivité : une liste de 2 439 rhinocéros dressée depuis l'ère romaine jusqu'en 1994 »], La Haye, SPB Academic Publishing, 1998, 409 p., 31 cm (ISBN 978-9-0510-3134-8, lire en ligne), chap. 4 (« The Indian rhinoceros - Rhinoceros unicornis »), p. 95–96.
- Gérard Mabille, Joan Pieragnoli et Hubert Naudeix (restitutions 3D), La ménagerie de Versailles, Arles ; [Versailles], Éditions Honoré Clair ; Château de Versailles, 2010, 96 p., 25 cm (ISBN 978-2-918371-07-6, OCLC 688841061).
- Joan Pieragnoli, « La ménagerie de Versailles (1662-1789) : Fonctionnement d'un domaine complexe », Versalia. Revue de la société des amis de Versailles, Versailles, Société des amis de Versailles, no 13,‎ 2010, p. 173–195 (DOI 10.3406/versa.2010.906, lire en ligne, consulté le 26 novembre 2020).
- (en) Amandine Péquignot, « The rhinoceros (fl. 1770-1793) of King Louis XV and its horns » [« Le rhinocéros (fl. 1770-1793) du roi Louis XV et ses cornes »], Archives of Natural History, Londres, Society for the History of Natural History, vol. 40, no 2,‎ octobre 2013, p. 213–227 (ISSN 0260-9541, e-ISSN 1755-6260, DOI 10.3366/anh.2013.0169, lire en ligne [PDF], consulté le 26 novembre 2020).
- Joan Pieragnoli, La cour de France et ses animaux : XVIe – XVIIe siècles, Paris, PUF, coll. « Le nœud gordien », 2016, 365 p., 22 cm (ISBN 978-2-1307-4950-9, DOI 10.3917/puf.piera.2016.03).  Cairn.info